# William I. Thomas
William Isaac Thomas (13 de agosto de 1863 – 5 de dezembro de 1947) foi um sociólogo americano. Seu trabalho inovador na área da sociologia da migração, em cooperação com Florian Znaniecki, foi de grande destaque no cenário acadêmico. Ficou conhecido por sua formulação do que seria posteriormente denominado o teorema de Thomas, um princípio fundamental da sociologia: "Se os homens definem situações como reais, elas são reais em suas consequências".

## Vida
Os pais de Thomas eram Thaddeus Peter Thomas, um agricultor e ministro metodista, e Sarah Thomas. Ele tinha seis irmãos. Durante sua infância, a família mudou-se para Knoxville, onde estudou literatura e filologia clássica na Universidade do Tennessee de 1880 a 1884, depois de frequentar a escola e se formar como bacharel. Ele permaneceu na universidade e foi lá de 1884 a 1888 como conferencista (professor adjunto) de inglês e línguas modernas. De 1888 a 1889, ele passou dois semestres de pesquisa nas universidades de Berlim e Göttingen e, além de estudar línguas clássicas e novas, cada vez mais se voltou para a etnografia.
Depois de retornar da Alemanha, Thomas ensinou inglês como professor no Oberlin College de 1889 a 1895 e gradualmente se voltou para a literatura comparada. 1895, Thomas mudou sua residência para Chicago e estudou lá no primeiro instituto universitário de sociologia do mundo, fundado por Albion Woodbury Small. No mesmo ano, trabalhou no instituto como instrutor de sociologia. Em 1896 ele foi premiado com um Ph.D. De 1896 a 1900 foi professor assistente, depois de 1900 a 1910 professor associado e de 1910 professor titular para a sociologia. Thomas data o início de "uma colaboração muito longa e frutífera" com Robert Ezra Park "por volta de 1910". Park iniciou a participação de Thomas em uma conferência na Booker T. Washington em Tuskegee para conhecê-lo.
Em 1918, Thomas, que era conhecido por seu estilo incomum e às vezes boêmio, e sua esposa Harriet, que, como seu marido, atraíam a atenção por causa de seus sentimentos pacifistas, foram vítimas de uma intriga. Dizia-se que ele e seu companheiro haviam reservado um quarto de hotel com nome falso em outro estado, o que foi considerado escandaloso na época. O Chicago Tribune relatou que Thomas foi preso pelo FBI por atos imorais. As alegações foram posteriormente rejeitadas pelo tribunal. Mesmo assim, o presidente da Universidade de Chicago demitiu Thomas. Não houve protesto de seus colegas professores. Até mesmo a University of Chicago Press, que publicou os dois primeiros volumes de O camponês polonês na Europa e na América cancelou o contrato do autor.
Em seguida, Thomas mudou-se para Nova York, onde viveu por mais de vinte anos. Inicialmente, ele trabalhou lá em um projeto de pesquisa para a Fundação Carnegie. O relatório de pesquisa Old World Traits Transplanted, que foi escrito principalmente por ele, teve que aparecer sob os nomes de seus colaboradores Robert E. Park e Herbert A. Miller. Somente em 1951 o autor principal foi mencionado. De 1923 a 1928, foi professor na New School for Social Research, onde lecionava Thorstein B. Veblen, que também foi atingido por um escândalo. Durante esse tempo, ele foi apoiado apenas por um filantropo de Chicago e também por meio de doações do Memorial Laura Spelman Rockefellere o Escritório de Higiene Social. Em 1927 ele atuou como o 17º presidente da American Sociological Association. Em 1933 foi eleito para a Academia de Artes e Ciências dos Estados Unidos. A convite de Pitirim Sorokin, ele foi professor visitante na Universidade de Harvard em 1936/37.
Desde 1937, Thomas viveu como um estudioso particular, primeiro em Nova York, depois em New Haven (Connecticut) e finalmente em Berkeley. Ele teve bons contatos com Alva Myrdal, que conheceu através de sua segunda esposa Dorothy Swaine Thomas.
Thomas é o fundador da pesquisa de ação psicológica social. Junto com Dorothy Swaine Thomas, ele formulou um pressuposto básico da psicologia social: "Se as pessoas definem as situações como reais, então elas são reais em suas consequências". Este teorema de Thomas é uma referência geral à reflexividade das definições de situação por pessoas que atuam como atores.

## Trabalhos
- 1903 (como editor): Minnesota stories: A collection of twenty stories of college life. Collected and arranged by Charles Flint, McClumpha and W.I. Thomas. Minneapolis, Minn.: Wilson.
- 1903: The relation of the medicine-man to the origin of the professional occupations. Chicago, Ill.: University of Chicago Press.
- 1907: Sex and society: Studies in the social psychology of sex. Chicago, Ill., London: University of Chicago Press / Unwin.
- 1909: (como editor): Source book for social origins. Ethnological materials, psychological standpoint, classified and annotated bibliographies for the interpretation of savage society. Chicago, Ill., London: University of Chicago Press / Unwin 1909.
- 1917: (com Herbert S. Jennings, John B. Watson, e Adolf Meyer): Suggestions of modern science concerning education. New York, N.Y.: Macmillan (includes Thomas's essay "The persistence of primary-group norms in present-day society: Their influence in our educational system").
- 1918–1920 (com Florian W. Znaniecki): The Polish peasant in Europe and America. Monograph of an immigrant group. complete 5 vol online free
  - 1918: Volume 1: Primary-group organization. Chicago, Ill.: University of Chicago Press.
  - 1918: Volume 2: Primary-group organization. Chicago, Ill.: University of Chicago Press.
  - 1919: Volume 3: Life record of an immigrant. Boston, Mass.: Badger.
  - 1920: Volume 4: Disorganization and reorganization in Poland. Boston, Mass.: Badger.
  - 1920: Volume 5: Organization and disorganization in America. Boston, Mass.: Badger.
- 1921 (com Robert E. Park e Herbert A. Miller as main authors): Old world traits transplanted. New York, London: Harper. No rescaldo do "Escândalo de 1918", o livro não pôde ser publicado com o nome de Thomas, então seus colaboradores Park e Miller apareceram na capa até uma reedição póstuma de 1951.
- 1923: The unadjusted girl. With cases and standpoint for behavior analysis. Boston, Mass.: Little, Brown 1923
- 1928: ((com Dorothy Swaine Thomas): The child in America: Behavior problems and programs. New York: Knopf.
- 1937: Primitive behavior: An introduction to the social sciences. New York, London: McGraw-Hill
- 1951 (editado por Edmund H. Volkart): Social behavior and personality. Contributions of W.I. Thomas to theory and social research. New York: Social Science Research Council 1951.
- 1966: (editado por Morris Janowitz): W.I. Thomas on social organization and social personality. Selected papers. Edited and with an introduction by Morris Janowitz. Chicago, Ill., London: University of Chicago Press 1966